# Philip Stubbs
Philip Stubbs (Stubbes) (c. 1555 – c. 1610) est un pamphlétaire anglais, né vers 1555.

## Biographie
Il était peut-être le frère ou alors un parent proche de John Stubbs. Il fréquenta l'université de Cambridge, puis celle d'Oxford, sans obtenir de diplôme, car il passa une grande partie de son temps à voyager dans le pays.
Il commença à écrire vers 1581, et en 1583, il publia The Anatomie of Abuses, qui consiste en une attaque virulente des mœurs, des usages, des divertissements et des modes de l'époque. Cet ouvrage est toujours précieux pour ses abondantes informations sur ces sujets. En 1591, Stubbs publia A Christal Glass for Christian Women, qui connut au moins sept éditions. Il poursuivit en écrivant des ouvrages de piété. Il mourut vers 1610.